# Матрёнки (Московская область)
Матрёнки — деревня в Сергиево-Посадском районе Московской области России, входит в состав городского поселения Хотьково.

## Население
| 1859 | 1886 | 1890 | 1899 | 1926 | 2002 | 2006 | 2010 |
| ---- | ---- | ---- | ---- | ---- | ---- | ---- | ---- |
| 52   | ↗62  | ↗64  | →64  | ↗72  | ↘2   | →2   | →2   |

## География
Деревня Матрёнки расположена на севере Московской области, в южной части Сергиево-Посадского района, примерно в 47 км к северу от Московской кольцевой автодороги, у линии Ярославского направления Московской железной дороги в 6 км к юго-западу от станции Сергиев Посад и 4 км к северо-востоку от станции Хотьково, на левом притоке реки Пажи бассейна Клязьмы.
В 6 км южнее деревни проходит Ярославское шоссе М8, в 18 км к югу — Московское малое кольцо А107, в 12 км к северу — Московское большое кольцо А108, в 33 км к западу — Дмитровское шоссе А104.
Ближайшие сельские населённые пункты — деревни Машино и Морозово, ближайший остановочный пункт — железнодорожная платформа Семхоз.
К деревне приписано три садоводческих товарищества (СНТ).

## История
В «Списке населённых мест» 1862 года — казённая деревня 1-го стана Дмитровского уезда Московской губернии по правую сторону Московско-Ярославского шоссе (из Ярославля в Москву), в 38 верстах от уездного города и 7 верстах от становой квартиры, при прудах, с 7 дворами и 52 жителями (25 мужчин, 27 женщин).
По данным на 1890 год — деревня Морозовской волости 1-го стана Дмитровского уезда с 64 жителями.
В 1913 году — 12 дворов.
По материалам Всесоюзной переписи населения 1926 года — деревня Морозовского сельсовета Хотьковской волости Сергиевского уезда Московской губернии в 3,7 км от Ярославского шоссе и 5,3 км от станции Хотьково Северной железной дороги, проживало 72 жителя (29 мужчин, 43 женщины), насчитывалось 14 хозяйств (13 крестьянских).
С 1929 года — населённый пункт Московской области в составе:
- Морозовского сельсовета Сергиевского района (1929—1930)[15],
- Морозовского сельсовета Загорского района (1930—1954)[16][17],
- Митинского сельсовета Загорского района (1954—1963, 1965—1991)[18][19],
- Митинского сельсовета Мытищинского укрупнённого сельского района (1963—1965)[18],
- Митинского сельсовета Сергиево-Посадского района (1991—1994)[19],
- Митинского сельского округа Сергиево-Посадского района (1994—2006)[20],
- городского поселения Хотьково Сергиево-Посадского района (2006 — н. в.)[21][22].